# Libéraux de Serbie
 (mars 2023).
Si vous disposez d'ouvrages ou d'articles de référence ou si vous connaissez des sites web de qualité traitant du thème abordé ici, merci de compléter l'article en donnant les références utiles à sa vérifiabilité et en les liant à la section « Notes et références ».
 (mars 2023).
Les Libéraux de Serbie (en serbe, Liberali Srbije, LS) sont un parti politique serbe fondé en 1991.
C'est un parti observateur de l'Internationale libérale et membre de l'ELDR. Mais ce parti a fait partie des gouvernements de Milošević et des gouvernements démocratiques.
Actuellement[Quand ?], le parti n'a plus de députés et a subi de nombreuses affaires de corruption.